# France aux Jeux olympiques d'été de 1956
L'équipe de France olympique participe aux Jeux olympiques d'été de 1956 à Melbourne. Elle y remporte quatorze médailles : quatre en or, quatre en argent et six en bronze, se situant à la onzième place des nations au tableau des médailles. L'haltérophile Jean Debuf est le porte-drapeau d'une délégation française comptant 275 sportifs.

## Bilan général
| Place | Sport         | Médaille d'or, Jeux olympiques | Médaille d'argent, Jeux olympiques | Médaille de bronze, Jeux olympiques | Total |
| 1     | Cyclisme      | 2                              | 2                                  | 0                                   | 4     |
| 2     | Escrime       | 1                              | 1                                  | 2                                   | 4     |
| 3     | Athlétisme    | 1                              | 0                                  | 0                                   | 1     |
| 4     | Canoë-Kayak   | 0                              | 1                                  | 0                                   | 1     |
| 5     | Boxe          | 0                              | 0                                  | 2                                   | 2     |
| 6     | Aviron        | 0                              | 0                                  | 1                                   | 1     |
| 6     | Haltérophilie | 0                              | 0                                  | 1                                   | 1     |
| Total | Total         | 4                              | 4                                  | 6                                   | 14    |

## Liste des médaillés français

### Médailles d'or
| Sport              | Discipline            | Sportifs                                         | Performance     |
| Médailles d'or : 4 |                       |                                                  |                 |
| Athlétisme         | Marathon (H)          | Alain Mimoun                                     | 2 h 25 min 00 s |
| Cyclisme sur piste | Vitesse (H)           | Michel Rousseau                                  |                 |
| Cyclisme           | Route par équipes (H) | Arnaud Geyre Maurice Moucheraud Michel Vermeulin |                 |
| Escrime            | Fleuret (H)           | Christian d'Oriola                               |                 |

### Médailles d'argent
| Sport                  | Discipline              | Sportifs                                                                                    | Performance |
| Médailles d'argent : 4 |                         |                                                                                             |             |
| Canoë-Kayak            | C2, 10 000 m            | Georges Dransart Marcel Renaud                                                              |             |
| Cyclisme               | Route (H)               | Arnaud Geyre                                                                                |             |
| Cyclisme sur piste     | Poursuite par équipes   | René Bianchi Jean Graczyk Jean-Claude Lecante Michel Vermeulin                              |             |
| Escrime                | Fleuret par équipes (H) | Bernard Baudoux Roger Closset René Coicaud Christian d'Oriola Jacques Lataste Claude Netter |             |

### Médailles de bronze
| Sport                   | Discipline              | Sportifs                                                               | Performance |
| Médailles de bronze : 6 |                         |                                                                        |             |
| Aviron                  | Quatre sans barreur (H) | Yves Delacour Guy Guillabert René Guissart Gaston Mercier              |             |
| Boxe                    | 51 kg (H)               | René Libeer                                                            |             |
| Boxe                    | 75 kg (H)               | Gilbert Chapron                                                        |             |
| Escrime                 | Fleuret (F)             | Renée Garilhe                                                          |             |
| Escrime                 | Épée par équipes (H)    | Daniel Dagallier Yves Dreyfus Armand Mouyal Claude Nigon René Queyroux |             |
| Haltérophilie           | 90 kg (H)               | Jean Debuf                                                             |             |

## Engagés français par sport

### Athlétisme
| Épreuve           | Hommes | Femmes                                                                         |
| ----------------- | --- | ------------------------------------------------------------------------------ |
| 100 m             | René Bonino : 1/4 de finale Alain David : séries                                                            | Catherine Capdevielle : 1/2 finale Micheline Fluchot : séries                  |
| 200 m             | Konstantin Lissenko : 1/4 de finale Jean-Pierre Goudeau : séries Yves Camus : séries                        | Micheline Fluchot : séries Simone Henry : séries                               |
| 400 m             | Jean-Pierre Haarhoff : 1/4 de finale Jean-Paul Martin-du-Gard : 1/4 de finale Jacques Degats :1/4 de finale |                                                                                |
| 800 m             | René Djian : 1/2 finale                                                                                     |                                                                                |
| 1 500 m           | Michel Jazy : séries                                                                                        |                                                                                |
| Marathon          | Alain Mimoun : Médaille d'or (2 h 25 min 0 s)                                                               |                                                                                |
| 80 m haies        | | Marthe Lambert : 1/2 finale Angèle Picado : séries                             |
| 110 m haies       | Jean-Claude Bernard : 1/2 finale Edmond Roudnitska : 1/2 finale                                             |                                                                                |
| 400 m haies       | Guy Cury : 1/2 finale Alexandre Yankoff : séries                                                            |                                                                                |
| Relais 4 x 100 m  | | Catherine Capdevielle, Micheline Fluchot, Simone Henry, Angèle Picado : séries |
| Saut en hauteur   | Maurice Fournier : finale (11e place)                                                                       |                                                                                |
| Saut en longueur  | | Marthe Lambert : finale (5e place)                                             |
| Saut à la perche  | Victor Sillon : qualifications                                                                              |                                                                                |
| Triple saut       | Eric Battista : finale (16e place)                                                                          |                                                                                |
| Lancer du poids   | Raymond Thomas : finale (14e place)                                                                         |                                                                                |
| Lancer du disque  | Pierre Alard : qualifications                                                                               |                                                                                |
| Lancer du marteau | Guy Husson : finale (13e place)                                                                             |                                                                                |
| Lancer du javelot | Michel Macquet : finale (7e place) Léon Syrovatski : qualifications                                         |                                                                                |

### Aviron
- Jacques Vilcoq
- Jean-Jacques Vignon
- René Massiasse
- Santé Marcuzzi
- Édouard Leguery
- Maurice Houdayer
- Richard Duc
- Émile Clerc
- Maurice Bas
- Gaston Mercier
- René Guissart
- Guy Guillabert
- Yves Delacour
- Robert Chanut

### Basket-ball
- Roger Veyron
- Gérard Sturla
- Paul Schlupp
- Henri Rey
- Robert Monclar
- Roger Haudegand
- Henri Grange
- Yves Gominon
- Maurice Buffière
- Jean-Paul Beugnot
- Christian Baltzer
- Roger Antoine

### Boxe
- André Vairolatto
- Claude Saluden
- Eugène Legrand
- André de Souza
- René Libeer
- Gilbert Chapron

### Canoë-kayak
6 sportifs (5 hommes et 1 femme) français se qualifient pour les Jeux olympiques de 1956 :
- Maurice Graffen
- Louis Gantois
- Georges Dransart
- Michel Meyer
- Éva Marion
- Marcel Renaud

### Cyclisme
| Épreuve               | Hommes                                                                                                  | Femmes                    |
| --------------------- | --- | ------------------------- |
| Vitesse               | Michel Rousseau : Médaille d'or                                                                         | Pas de féminines engagées |
| Kilomètre             | Renzo Colzi : 16e temps                                                                                 | Pas de féminines engagées |
| Tandem                | André Gruchet et Robert Vidal : 1/4 de finale (8e temps)                                                | Pas de féminines engagées |
| Poursuite par équipes | Michel Vermeulin, René Bianchi, Jean Graczyk et Jean-Claude Lecante : Médaille d'argent                 | Pas de féminines engagées |
| Route individuel      | Arnaud Geyre : Médaille d'argent · Maurice Moucheraud : 8e · Michel Vermeulin : 12e · René Abadie : 27e | Pas de féminines engagées |

### Escrime
- Régine Veronnet
- Jacques Roulot
- Bernard Morel
- Jacques Lefèvre
- Claude Gamot
- Kate Delbarre
- René Queyroux
- Claude Nigon
- Armand Mouyal
- Renée Garilhe
- Yves Dreyfus
- Daniel Dagallier
- Claude Netter
- Jacques Lataste
- René Coicaud
- Roger Closset
- Bernard Baudoux
- Christian d'Oriola

### Gymnastique
- Danièle Sicot-Coulon, 41e au concours général individuel
- Jean Guillou
- Michel Mathiot
- Raymond Dot
- Jacqueline Dieudonné

### Haltérophilie
- Marcel Paterni
- Roger Gerber
- Jean Debuf

### Lutte
- André Zoete
- Roger Bielle

### Natation
- Odile Vouaux
- Colette Thomas
- René Pirolley
- Guy Montserret
- Odette Lusien
- Ginette Jany-Sendral
- Alex Jany
- Viviane Gouverneur
- Héda Frost-Ducoulombier
- Aldo Eminente
- Jacques Collignon
- Gérard Coignot
- Robert Christophe
- Hugues Broussard
- Gilbert Bozon
- Jean Boiteux

### Pentathlon moderne
- Jean-Claude Hamel

### Plongeon
- Christian Pire
- Nicole Péllissard-Darrigrand

### Tir
- Maurice Racca
- Michel Prévost
- Robert Pignard
- Jacques Mazoyer
- Charles des Jamonières

### Voile
- Roger Tiriau
- Didier Poissant
- Dominique Perroud
- Michel Parent
- Jean-Jacques Herbulot
- Claude Flahault
- Philippe Chancerel
- Albert Cadot